# Il mondo di Stefi
Il mondo di Stefi è una serie televisiva italiana prodotta da Rai Fiction e The Animation Band per la regia di Alessandro Belli. È stata trasmessa su Rai Tre.
Questa serie televisiva è tratta dal fumetto Stefi di Grazia Nidasio. Ha vinto il Pulcinella Awards nel 2004 ed è stata presentata al Cartoons on the Bay.

## Trama
Stefi è una ragazzina di 8 anni sempre in conflitto con gli adulti: la scuola e la famiglia, la città e i sistemi che la governano costituiscono la base di un'avventura comico-realistica osservata e risolta con garbata ironia.

## Personaggi principali
- Stefania "Stefi": è curiosa, divertente, fa mille domande che spesso non ottengono risposta, e scoprirà di saper giungere da sola al nocciolo delle cose osservando e lavorando con la sua testa. È spesso in compagnia di Ezio.
- Ezio Maria: l'amico-nemico di sempre, bambino troppo solo e troppo ricco; Stefi lo aiuterà a conoscere gli aspetti piacevoli e sorprendenti della vita.
- Aziz: compagno di scuola di Stefi, figlio di un extracomunitario venditore di gioielli e oggetti rigorosamente falsi.
- Valentina: la sorella maggiore di Stefi.
- Cesare: il fratello maggiore di Stefi e Valentina. È solito ripetere alla sorellina minore: "Sei proprio suonata".
- Amedeo: il padre di Stefi, Valentina e Cesare.
- Maria: la madre di Stefi, Valentina e Cesare.

## Partecipazioni
Periodicamente entrano in scena personaggi raffiguranti personalità famose, come:
- Regina d'Olanda
- Sovrana d'Inghilterra
- Sultano del Brunei
- David Rockefeller
- Banchiere Tietmeyer
- Athina Onassis, l'ex bambina più ricca del mondo
- Bill Gates
- Ernest Oppenheimer